# Psychophora suttoni
Psychophora suttoni là một loài bướm đêm trong họ Geometridae.